# 恩斯特·路德维希·基希纳
恩斯特·路德維希·基希纳（德語：Ernst Ludwig Kirchner，1880年5月6日—1938年6月15日），德國表現主義畫家，也是表現主義藝術家團體橋社的創始人之一。他在一戰時自願進入軍隊服務，但很快就被解職。1933年，他的作品被納粹視為「腐敗」，1937年，超過600件作品被強制出售或銷毀。1938年，基希纳自殺身亡。。

## 早年生活和作品
恩斯特·路德維希·基希纳出生於奧匈帝國阿沙芬堡。他的父母有普魯士血統，他的母親是法國胡格諾派的後人，這點基希纳時常提起。他父親正在求職的時期，他們時常搬家，基希纳在法蘭克福與瑞士佩尔伦（Perlen）上過學，直到他父親在開姆尼茨科技大學得到造紙科學的教授職位，基希纳也在那裡讀了中學。雖然基希纳的父母支持他的藝術事業，但他們仍希望他完成正規教育，所以在1901年基希纳開始在德勒斯登皇家理工學院就讀建築系。除了建築，學院裡有廣泛的研究領域，例如速寫素描、透視圖和藝術史。就學期間他和弗里茨·布萊爾（Fritz Bleyl）成為好朋友，他們會一起討論藝術也會讀自然，他們有共同的激進觀點。1903年到1904年基希纳在慕尼黑繼續學業，1905年完成學位後回到德勒斯登。
1905年，基希纳、弗里茨和兩位建築系學生——卡尔·施密特-罗特卢夫（Karl Schmidt-Rottluff）和埃里希·黑基爾(Erich Heckel) ，成立了藝術團體「橋社」，從此之後基希纳全心致力於藝術。橋社希望避開當下盛行的傳統學術風格，找到新的藝術表現形式，成為連接過去和現在的橋梁。他們對過去的藝術家例如阿爾布雷希特·杜勒、馬蒂亞斯·格呂內瓦爾德、老盧卡斯·克拉納赫以及當代國際前衛運動做出了回應，作為肯定民族遺產的部分，他們復興了舊媒材，特別是木刻版畫。
橋社作為開創性的團體之一，對20世紀當代藝術的演進造成很大的影響，並且創造了表現主義的風格。他們的第一次見面在基希纳的工作室，那裡原本是一間肉舖，弗里茨形容：「那是一個真正的波西米亞風，大量的畫作放得到處都是，還有許多圖紙、書和材料，更像是一個藝術家的浪漫住所，而不是一個組織良好的建築系學生的家。」
基希纳的工作室成為了推翻社會習俗，允許隨意做愛和頻繁裸體的場所。團體寫生課程使用社交圈的模特，而不是專業的模特，並且使用25分鐘的姿勢來促進自發性，弗里茨這樣形容其中15歲的鄰居女孩伊莉莎白：「一位非常活潑，美麗、快樂的人，她沒有因束身衣的愚蠢時尚而變形，完全符合我們的藝術要求，尤其是她的少女花蕾盛開之時。」
基希纳1906年撰寫的集體宣言中表示：「每個直接且沒有幻覺地重現的人，不論他感覺到什麼樣的創作衝動，都屬於我們。」1906年的9和10月，橋派在德勒斯登的K.F.M. Seifert and Co.展示間舉辦了第一場展覽，主題聚焦在女性裸體。
1906年到1911年，他遇見了他最喜愛的模特多丽丝·格罗塞（Doris Große）。1907年到1911年的夏天，他和橋社成員待在莫里茨堡的湖泊和費馬恩島，他的作品以自然中的女性裸體為題。1911年，他搬到德國柏林，成立了私人的藝術學校「MIUM-Institut」，他與马克斯·佩希施泰因（Max Pechstein）合作，目的是傳播現代繪畫教學，然而這所學校並不成功，在隔年就關閉了，同時他開始了與埃爾娜·席林（Erna Schilling）的交往關係，這段關係一直持續到他過世。
1913年，他的寫作《橋派編年史》（Chronik der Brücke）導致橋派解散，同時，他以自己的第一個個展建立了個人身分，此展覽在弗柯望博物館舉辦。在接下來的兩年裡，他創作了《街景》（Street Scenes）系列，以娼妓為中心人物呈現柏林的街道。
當1914年9月一戰開打，基希纳自願參軍，1915年7月他被派去Halle an der Saale在曼斯菲爾德第 75 野戰砲兵團的預備隊接受駕駛員訓練，他的騎術教練汉斯·费尔（Hans Fehr）在他心理崩潰後將他解職，之後基希纳回到柏林繼續創作，產出許多作品，例如《作為士兵的自畫像》 (1915) 。1915年12月他住進了奥斯卡·科恩斯塔姆（Oskar Kohnstamm）博士位於陶努斯的柯尼希斯泰因的療養院，他被診斷出嚴重依賴藥物巴比妥和酗酒，他在給他的朋友兼贊助人卡尔·哈格曼（Karl Hagemann）博士的信中說：「經過長時間掙扎後，我發現我在這裡有一段時間來整理思緒，當然一天中有那麼多時間和陌生人在一起是一件極其困難的事，但也許我能夠看見並創造新的東西，暫時我想要更多的平靜和絕對的隱居，當然我會愈來愈想我的作品和工作室，理論也許能很好地保持心靈平衡，但他們相比工作和生活是灰色和陰暗的。整個1916年基希纳會定期回到柏林幾個禮拜繼續他在工作室的工作，在柯尼希斯泰因的期間，他也創作了一系列的油畫和圖畫。他在美因河畔法蘭克福的路德维希·沙默斯（Ludwig Schames）畫廊的展覽結束後，1916年10月他出售了許多作品，財務上開始變好，然而12月他遭受了嚴重的精神崩潰，被送進被送進柏林夏洛滕堡的Edel博士的療養院。

## 瑞士達佛斯
1917年，因為埃伯哈德·格里泽巴赫（Eberhard Grisebach）的建議，海伦妮·斯彭格勒（Helene Spengler）邀請基希纳到達佛斯，他在那看了費迪南德·霍德勒 (Ferdinand Hodler)的繪畫展覽。
基希纳的好友兼導師博托·格雷夫（Botho Graef）死後不久，他決定回到達佛斯接受治療，1917年夏天他搬到施塔弗拉尔普（Stafelalp）上的小屋，儘管仍受病痛折磨，這兩個月他完成了許多重要的作品，例如《蒙施泰因的教堂的景色》（View of the Church in Monstein）、《在施塔弗拉尔普升起的月亮》（Rising Moon in the Stafelalp），加上11件木刻作品，這些作品註記了基希纳在阿爾卑斯山的生活。
接著基希纳住進贝勒维（Bellevue）療養院，在那裏他持續作畫和木刻，1918年他搬到德勒斯登聖母教堂，1919-1920他的健康迅速恢復，1920年在德國和瑞士的展覽使他的名聲漸漲。基希纳開始以筆名路易·德·马尔萨勒（Louis de Marsalle）撰寫自己的藝評，以控制公眾對他的看法，擺脫自己對藝評家的依賴。